# Soufrière (Guadeloupe)
Die Soufrière (oder La Soufrière) ist ein aktiver Vulkan auf Basse-Terre, einer der beiden Hauptinseln des französischen Überseedépartements Guadeloupe in der Karibik. Mit 1467 m ist La Soufrière der höchste Berg der Kleinen Antillen. Er bildet den Mittelpunkt des aus vulkanischem Gestein aufgebauten Massivs Grande Découverte-La Soufrière und liegt im 17.300 ha großen Nationalpark der Insel.
Der Vulkankegel erhebt sich etwa 300 m über dem Savane à Mulets genannten Plateau. Der Kegel hat an seinem Fuß einen Durchmesser von etwa 900 m, auf dem Gipfel etwa 400 m. Der Kegel ist die einzige natürlich waldfreie Zone auf Basse-Terre. Auf dem Südkrater treten aus zwei Vulkanschlünden (Gouffre Tarissan und Gouffre Dupuy) ständig Schwefeldämpfe aus Solfataren aus.

## Geschichte
Anhand von Gesteinsuntersuchungen wurde der letzte größere Magmaausbruch auf die Zeit um 1440 n. Chr. datiert. In der Zeit nach der Besiedlung Guadeloupes durch Europäer war die Soufrière mehrfach aktiv. Dabei kam es 1797/98, 1836/37, 1956 und zwischen Juni 1975 und März 1977 zu zum Teil langanhaltenden Aktivitäten. Der letzte Ausbruch, eine phreatische Eruption, führte zu einer viermonatigen Evakuierung der am Fuße des Vulkans liegenden Gemeinde Basse-Terre inklusive einer Verlegung der Verwaltung sowie insgesamt 60.000 Einwohnern. Unter Wissenschaftlern (u. a. Claude Allègre und Haroun Tazieff) herrschte ein Disput über die tatsächlich von der Soufrière ausgehende Gefahr und der Notwendigkeit einer Evakuierung. Der Ausbruch verursachte keine signifikanten Schäden und forderte keine Menschenleben. In der Zeit der Evakuierung reiste der Filmemacher Werner Herzog in die Hauptstadt Basse-Terre. Seine Eindrücke hielt er in dem Film La Soufrière – Warten auf eine unausweichliche Katastrophe fest.

## Beobachtungszentrum
Seit dem Jahr 1950 werden die vulkanischen und seismischen Aktivitäten der Soufrière umfassend beobachtet. Da das damalige Beobachtungszentrum in Saint-Claude im Jahr 1976 ebenfalls evakuiert werden musste, wurde es in das Fort Saint-Charles verlegt. Seit 1989 befindet sich ein modern ausgestattetes Beobachtungszentrum (Observatoire volcanologique et sismologique de Guadeloupe) auf dem 9 km von dem Vulkankegel der Soufrière entfernten Houëlmont in der Gemeinde Gourbeyre.

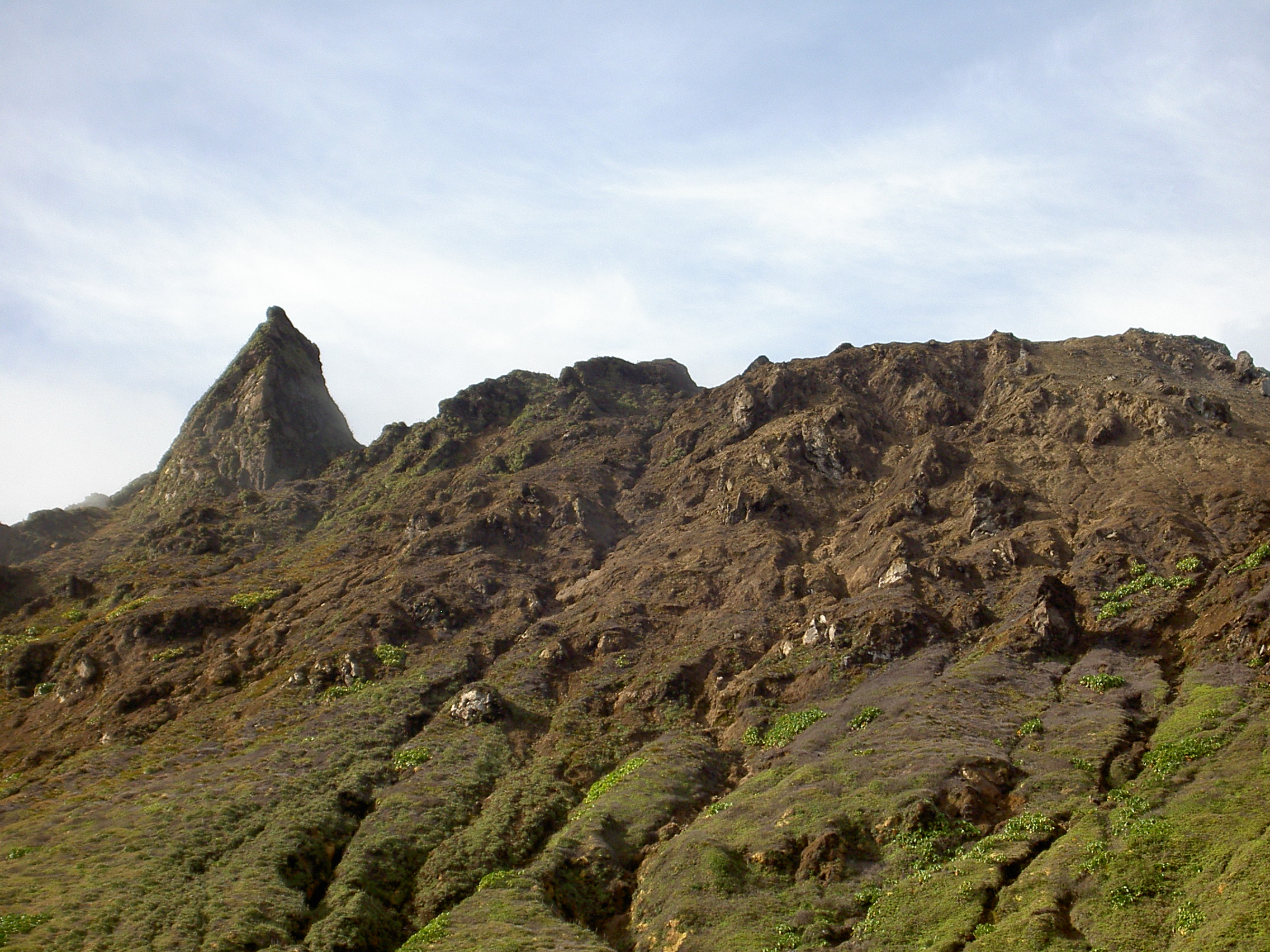
Vulkankegel der Soufrière
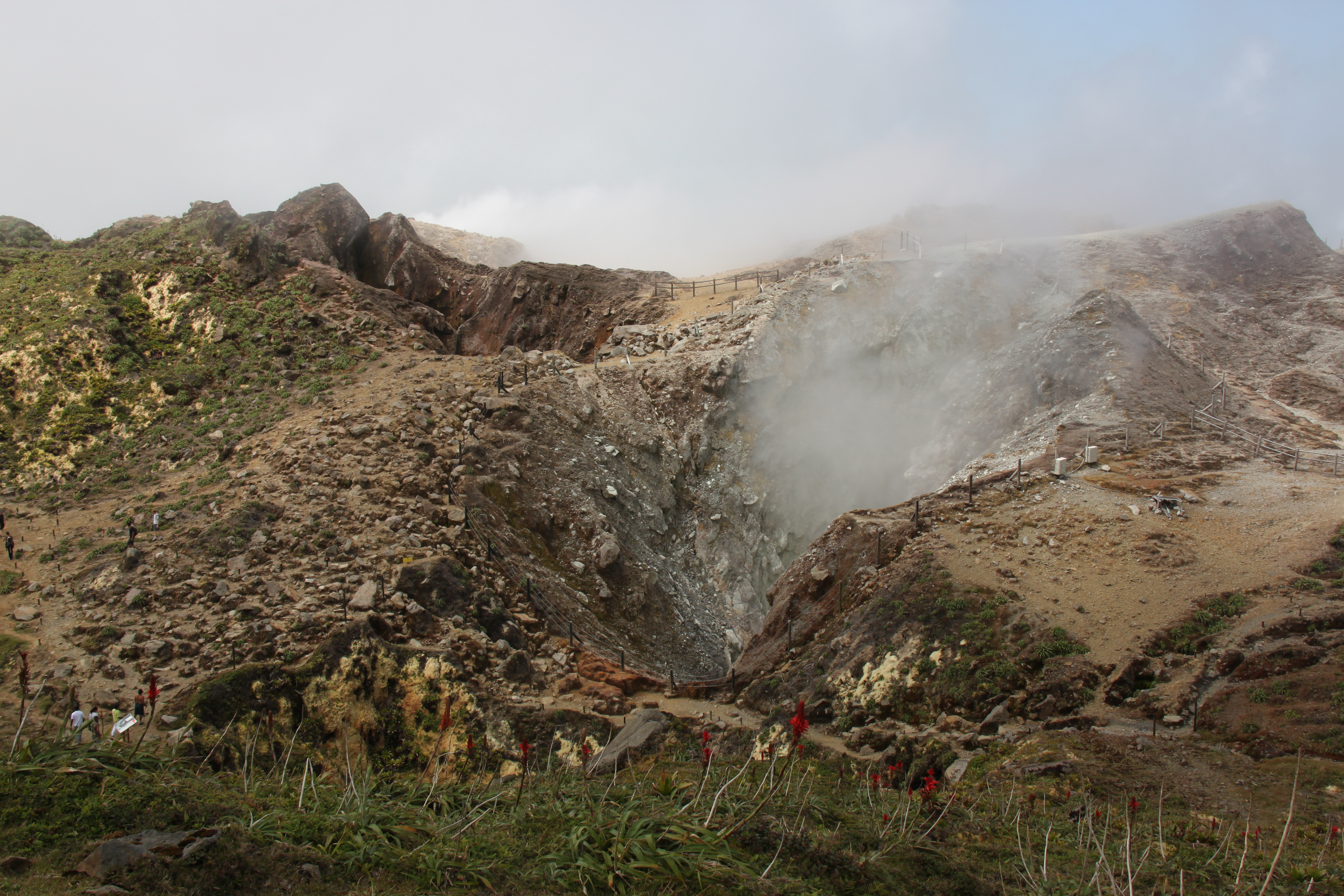
Blick zum Schlund Gouffre Tarissan
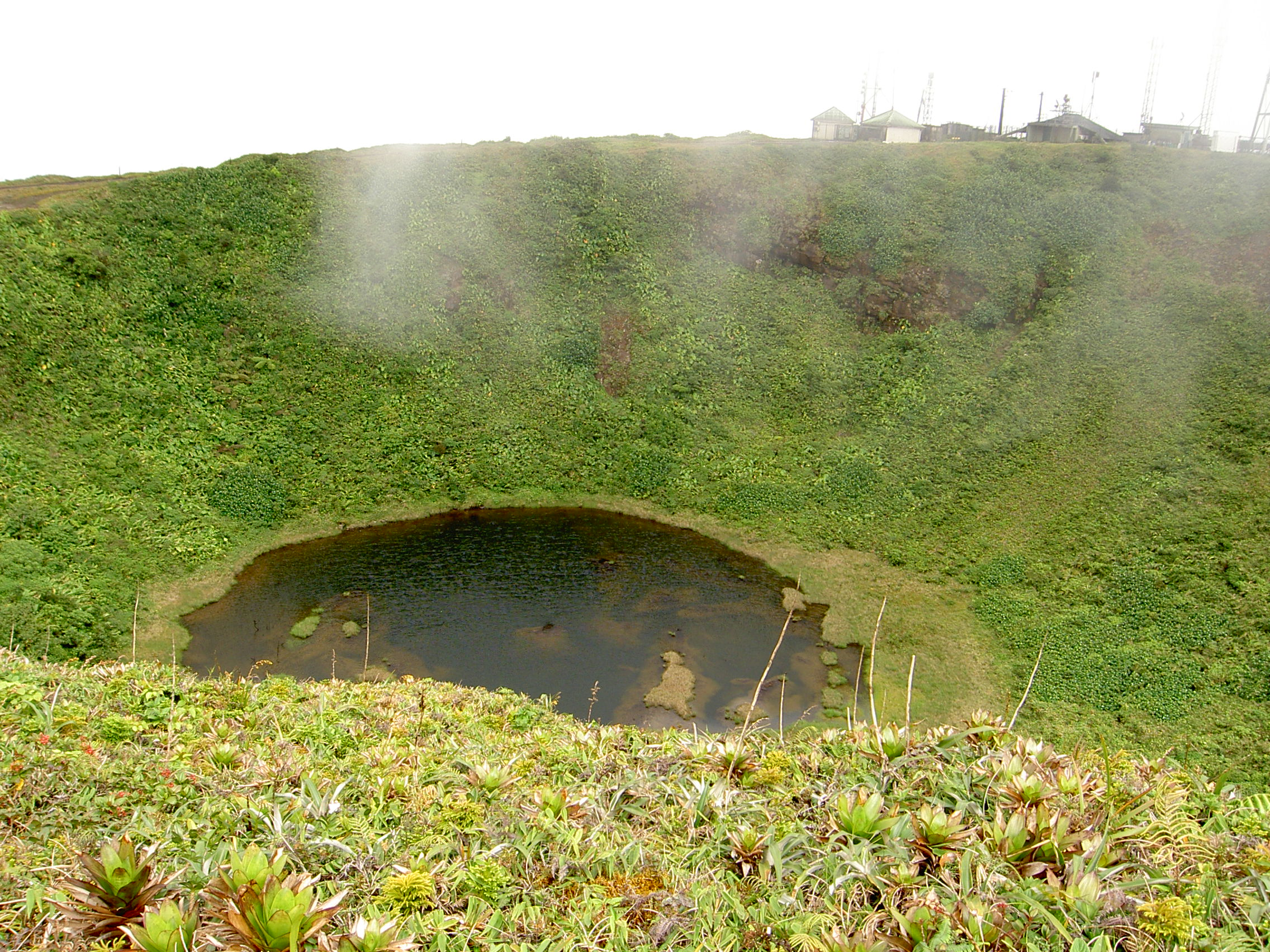
Der Kratersee Lac Flamarian auf der Citerne